# Alfred A. Knopf
Pour les articles homonymes, voir Knopf.
Alfred A. Knopf est une maison d'édition basée à New York aux États-Unis fondée en 1915 par Alfred A. Knopf, Sr et Blanche Knopf. Elle fait partie depuis 1960 du groupe Random House.

## Historique
La maison d'édition est fondée en 1915 par les époux Alfred A. Knopf, Sr et Blanche Knopf avec pour vocation de promouvoir des auteurs du monde entier. À la mort de Knopf en 1932, Blanche Knopf est rejointe par William A. Koshland qui pendant cinqante ans conduit la ligne éditoriale de la maison d'édition. Blanche Knopf devient présidente d'Alfred A. Knopf, Inc. en 1957, au moment où Alfred Knopf en devient « chairman ».
En 1991, la maison d'édition fait revivre la collection Everyman's Library fondée au début du siècle en Angleterre pour publier les grands classiques de la littérature mondiale.

## Auteurs publiés
Parmi les auteurs les plus connus édités par Alfred A. Knopf peuvent être cités par ordre alphabétique : John Banville, Max Beerbohm, Carl Bernstein, Willa Cather, Julia Child, Bill Clinton, Michael Crichton, Joan Didion, Fernanda Eberstadt, Bret Easton Ellis, Joseph J. Ellis, James Ellroy, Anne Frank, John Hope Franklin, Gibran Khalil Gibran, Lee H. Hamilton, Carl Hiaasen, Kazuo Ishiguro, Thomas Kean, John Keegan, Christopher Lasch, Jack London, Thomas Mann, Gabriel García Márquez, Gabriella De Ferrari, Cormac McCarthy, Tiffany McDaniel, H. L. Mencken, Toni Morrison, Virginia Frances Sterrett Alice Munro, Haruki Murakami, Piotr Ouspenski, Christopher Paolini, Henry Petroski, Ezra Pound, Anne Rice, Dorothy Richardson, Susan Swan, Donna Tartt, B. Traven, Anne Tyler, John Updike, Andrew Vachss, Carl Van Vechten, James D. Watson, Edmund White et Elinor Wylie.
Au total ces auteurs représentent au moins 17 prix Nobel de littérature et 47 prix Pulitzer.